# 奧夫雷貢城
奧布雷岡城是墨西哥的城市，由索諾拉州負責管轄，位於該國西北部，始建於1927年，海拔高度40米，每年平均降雨量336毫米，主要經濟活動是農業，2010年人口375,800。

## 體育
- 於2021年與埃莫西約合辦U-23世界盃棒球賽。[1]

## 外部連結
- （西班牙文） Office for Conventions and visitors （页面存档备份，存于）.
- （英文） Ciudad Obregón English Tourist Information Website （页面存档备份，存于）
- （西班牙文） news, pics, events in Ciudad Obregón （页面存档备份，存于）

27°29′38″N 109°56′20″W / 27.49389°N 109.93889°W